# The Recession
| Críticas profissionais | Críticas profissionais |
| Avaliações da crítica  | Avaliações da crítica  |
| Fonte                  | Avaliação              |
| ---------------------- | ---------------------- |
| AllHipHop              | 7.5/10                 |
| Allmusic               | [ 2 ]                  |
| Entertainment Weekly   | B+                     |
| The Los Angeles Times  | [ 4 ]                  |
| Pitchfork Media        | 6.5/10                 |
| PopMatters             | 8/10                   |
| Robert Christgau       | hm2                    |
| RapReviews             | 8.5/10                 |
| Rolling Stone          | [ 9 ]                  |
| Tiny Mix Tapes         | [ 10 ]                 |

The Recession é um álbum de Young Jeezy, lançado em 2008.

## Performance comercial
O álbum estreou no primeiro lugar da parada Billboard 200 com 260,000 cópias vendidas na semana de lançamento. Desde seu lançamento, The Recession foi certificado como disco de ouro Recording Industry Association of America. Desde 2012 o álbum já vendeu mais de 1,000,000 de cópias.

## Lista de faixas
| #  | Título                                   | Produtor(es)                         | Participação(ões)               | Duração | Samples                                                                             |
| -- | ---------------------------------------- | ------------------------------------ | ------------------------------- | ------- | ----------------------------------------------------------------------------------- |
| 1  | The Recession (Intro)                    | Toomp                                |                                 | 4:38    |                                                                                     |
| 2  | Welcome Back                             | DJ Squeeky                           |                                 | 4:07    |                                                                                     |
| 3  | By the Way                               | Terry "TA" Allen                     |                                 | 4:00    |                                                                                     |
| 4  | Crazy World                              | Midnight Black                       |                                 | 3:57    |                                                                                     |
| 5  | What They Want                           | Midnight Black                       |                                 | 3:53    |                                                                                     |
| 6. | Amazin'                                  | Drumma Boy                           |                                 | 4:16    |                                                                                     |
| 7  | Hustlaz Ambition                         | Drumma Boy                           |                                 | 3:40    |                                                                                     |
| 8  | Who Dat                                  | Shawty Redd (Co-produced by D. Rich) |                                 | 3:49    |                                                                                     |
| 9  | Don't Know You                           | Midnight Black                       |                                 | 4:58    |                                                                                     |
| 10 | Circulate                                | Don Cannon                           |                                 | 3:49    | Contains elements of "Let the Dollar Circulate" by Billy Paul                       |
| 11 | Word Play                                | J.U.S.T.I.C.E. League                |                                 | 3:15    | Contains a sample of "Come on Down (Get Your Head Out of the Clouds)" by Greg Perry |
| 12 | Vacation                                 | The Inkredibles                      |                                 | 3:47    |                                                                                     |
| 13 | Everything                               | Street Market Muzic                  | Anthony Hamilton and Lil Boosie | 4:41    |                                                                                     |
| 14 | Takin' It There                          | Fat Boi                              | Trey Songz                      | 3:28    |                                                                                     |
| 15 | Don't Do It                              | DJ Pain 1                            |                                 | 4:06    | Embodies portions of "Overture of Foxy Brown" by Willie Hutch                       |
| 16 | Put On                                   | Drumma Boy                           | Kanye West                      | 5:21    |                                                                                     |
| 17 | Get Allot                                | Crown Kingz Productions              |                                 | 4:29    |                                                                                     |
| 18 | My President                             | Tha Bizness                          | Nas                             | 5:30    |                                                                                     |
| *  | "Put On (Remix)" (Faixa Bônus do iTunes) | Drumma Boy                           | Jay-Z                           | 4:18    |                                                                                     |
| *  | "Done It" (Faixa Bônus do iTunes)        | J.U.S.T.I.C.E. League                |                                 | 4:04    |                                                                                     |

## Posições nas paradas
| Parada (2008)                         | Melhor posição |
| ------------------------------------- | -------------- |
| U.S. Billboard 200                    | 1              |
| U.S. Billboard Top R&B/Hip-Hop Albums | 1              |
| U.S. Billboard Top Rap Albums         | 1              |
| Canadian Albums Chart                 | 6              |

## Produção
- Produtores Executivos: Young Jeezy, Antonio "L.A." Reid,
- Produtores Co-Executivos: Shakir Stewart,
- A&R para Island Def Jam: Shakir Stewart
- Fotografia: Jonathan Mannion
- Coordenação de Produção para Don Cannon, DJ Toomp, D. Rich and Shawty Redd: Keke and Amy